# موشک استاندارد

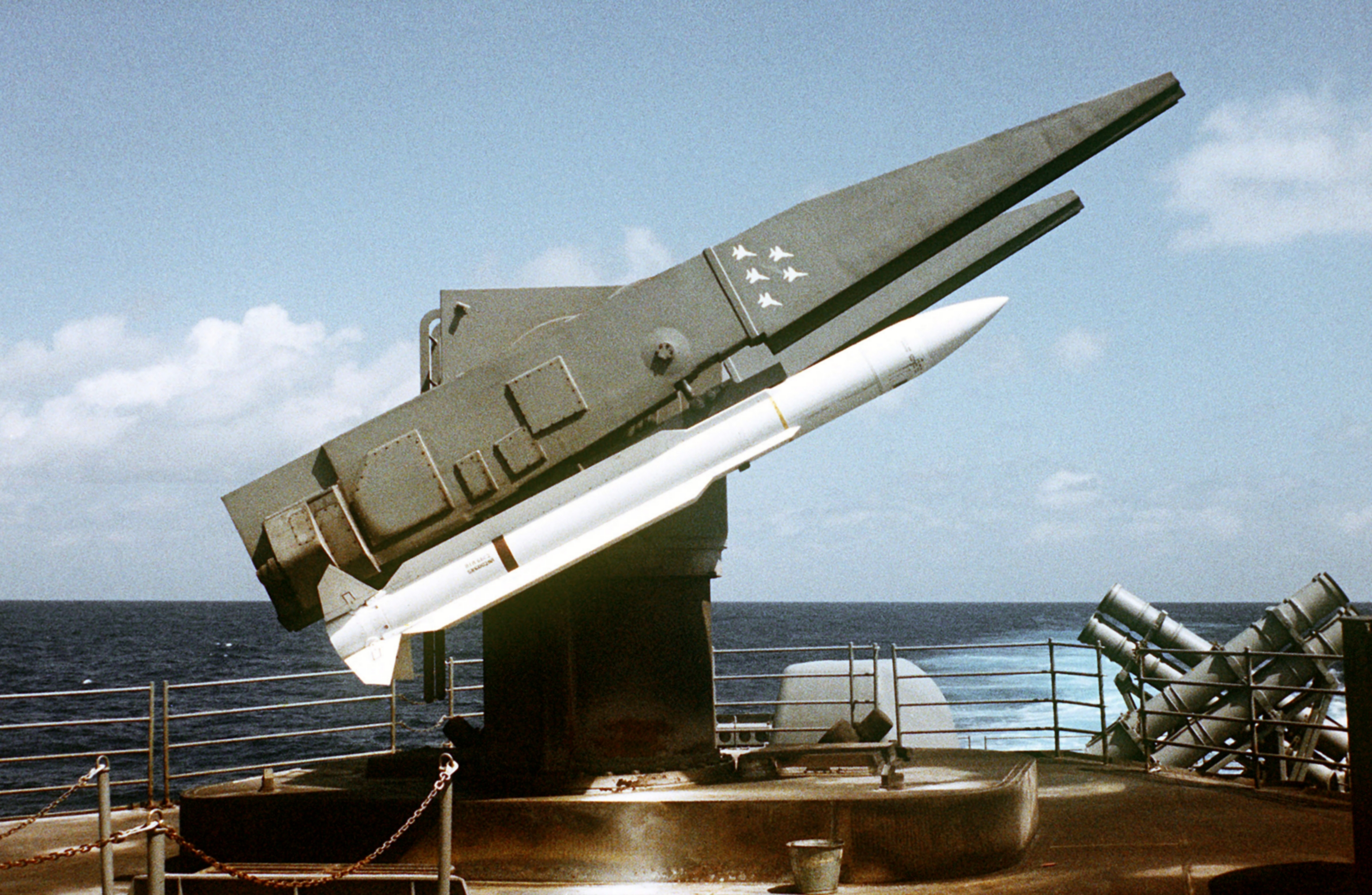
ریم۶۶ استاندارد

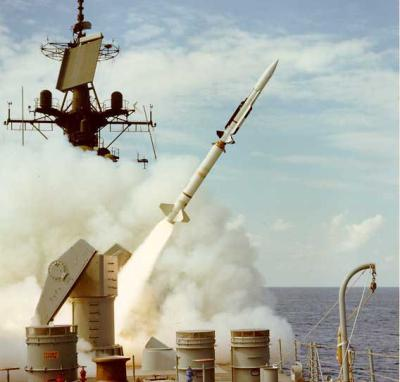
ریم۶۷ استاندارد

موشک استاندارد (به انگلیسی: Standard Missile) خانواده‌ای از موشک‌های سطح به‌هوای آمریکایی است که در اصل برای نیروی دریایی ایالات متحده طراحی شده‌اند اما در کشورهای مختلف دیگری نیز استفاده شده‌اند.

## ریم-۶۶ استاندارد
ریم-۶۶ استاندارد اولین موشک از این خانواده بود که شرکت ریتیون آن را در دهه ۱۹۶۰ برای جایگزینی موشک‌های ریم-۲۴ تارتار و ریم-۲ تریر در کشتی‌های نیروی دریایی آمریکا طراحی کرد و از سال ۱۹۶۷ وارد خدمت رسمی شد. این موشک برد عملیاتی در حدود ۷۰ تا ۱۷۰ کیلومتر و توانایی رسیدن به ارتفاع ۲۴٬۴۰۰ متری، یعنی بالاتر از هر جنگنده رهگیر موجود در آن زمان، را داشت و کاربرد دوگانه سطح به سطح آن باعث می‌شد تا بتوان از آن در نقش یک موشک ضد کشتی هم بهره گرفت. ریم-۶۶ با نام SM-1MR و SM-2MR هم شناخته می‌شود که MR مخفف میان‌برد است.
ریم-۶۶ وزنی در حدود ۷۰۷ کیلوگرم، ۴٫۷۲ متر طول و ۳۴۰ میلی‌متر کالیبر داشت و با حداکثر سرعت ۳٫۵ ماخ پرواز می‌کرد. این موشک از سامانهٔ هدایت راداری نیمه‌فعال بهره می‌برد یعنی رادار کشتی بر روی هدف را مورد تابش امواج خود قرار می‌داد و سپس موشک با ناوبری گرانش به سوی هدف پرتاب می‌شد و وقتی به نزدیکی آن می‌رسید در جهت امواج رادار منعکس شده از هدف پرواز می‌کرد تا به آن برسد.
ریم-۶۶ استاندارد صادرات موفقی هم داشت و در نیروی دریایی ایران نیز، ابتدا برای ناوشکن‌های ببر و پلنگ و سپس کشتی‌های دیگری از جمله تعدادی از قایق‌های موشک‌انداز کلاس کمان، به کار گرفته شد. این موشک مسئول سرنگونی هواپیمای مسافربری ایرباس ایرانی در سال ۱۳۶۷ هم بود.

## ریم-۶۷ استاندارد
ریم-۶۷ استاندارد تقریباً هیچ فرقی با ریم-۶۶ استاندارد نداشت، جز اینکه از یک راکت کمکی (بوستر) برای برد بیشتر بهره می‌گرفت تا جایگزین موشک دوربرد ریم-۸ تالوس شود. این موشک حداکثر برد عملیاتی در حدود ۱۲۰ تا ۱۹۰ کیلومتر داشت و طول آن به ۸ متر و وزن آن به ۱۳۵۰ کیلوگرم افزایش یافته بود یعنی نزدیک به دو برابر طویل‌تر و سنگین‌تر از ریم-۶۶ شده بود.
وقتی قرار شد کشتی‌های آمریکایی از پرتابگرهای موشک عمودی استفاده کنند، این موشک کنار گذاشته شد، چون طول زیاد آن برای این نوع پرتابگرها ایجاد مشکل می‌کرد. این موشک با نام SM-1ER و SM-2ER هم شناخته می‌شود که ER مخفف افزایش بُردیافته (extended-range) است.

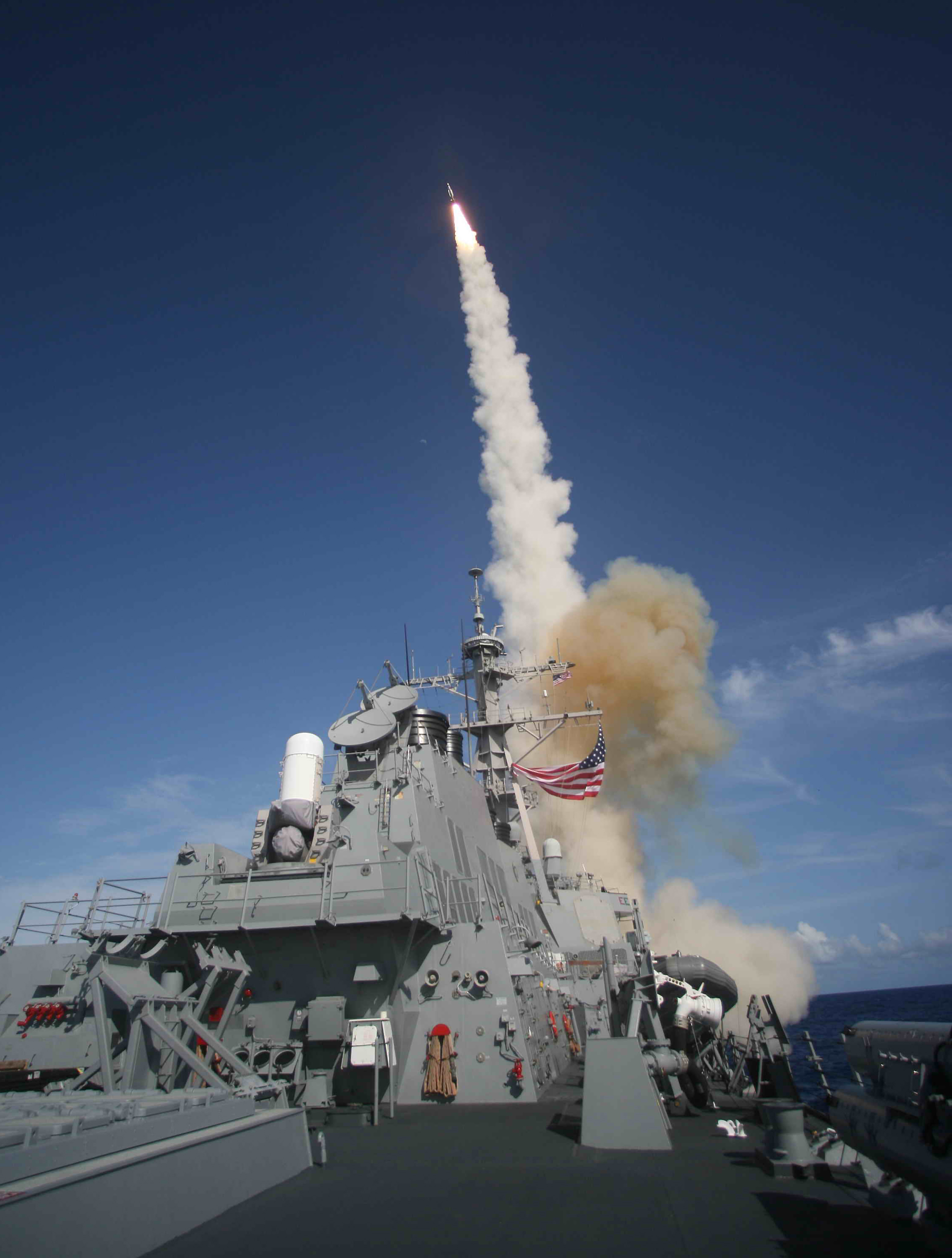
شلیک ریم-۱۶۱ از ناوشکن کلاس برک آمریکایی. ۲۰۰۷

## ای‌جی‌ام-۷۸ استاندارد

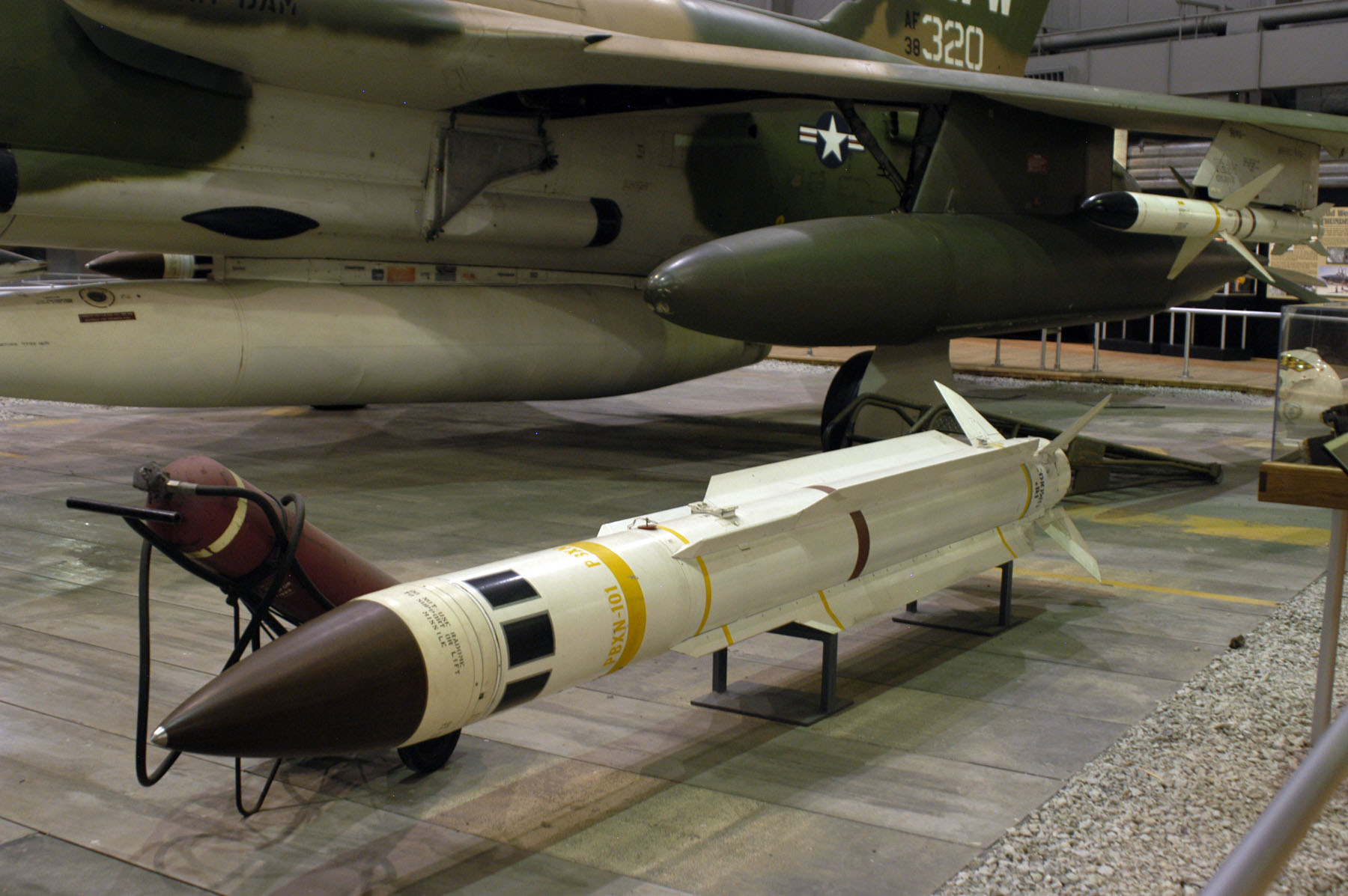
ای‌جی‌ام-۷۸ استاندارد

ای‌جی‌ام-۷۸ استاندارد متفاوت‌ترین عضو خانواده استاندارد که به یک موشک ضد رادار ِ هوابه‌سطحِ دوربرد تغییر ماهیت یافته بود. هواپیماهای آمریکایی در جنگ ویتنام ابتدا با موشک ای‌جی‌ام-۴۵ شرایک ایستگاه‌های رادار ویتنام شمالی را هدف می‌گرفتند اما برد شرایک از برد برخی موشک‌های پدافند هوایی ویتنامی‌ها مثل سام-۲ کوتاهتر بود. ضمن اینکه قدرت تخریبی کافی و سیستم هدایتی دقیقی هم نداشت. در نتیجه جنرال داینامیکس مدلی از استاندارد را برای کاربرد هوابه سطح ضد رادار تولید کرد تا اف-۴ فانتوم‌ها، اف-۱۰۵ها و ای-۶ اینترودرهای نیروی دریایی و نیروی هوایی آمریکا به آن مسلح شوند.
ای‌جی‌ام-۷۸ علی‌رغم امتیازاتی چون برد مناسب و قدرت تخریبی بالا با وزنی در حدود ۶۲۰ کیلوگرم و قیمتی در حدود ۱۶۰ هزار دلار بسیار گران و سنگین بود و در نتیجه در دهه ۱۹۸۰ ای‌جی‌ام-۸۸ هارم جایگزین آن شد.
اسرائیلی‌ها در جنگ ۱۹۷۳ با کشورهای عربی به دلیل کمبود هواپیما برای حمله به ایستگاه‌های رادار دشمن و همچنین ماهیت خطرناک این نوع ماموریت‌ها، تصمیم گرفتند تا تعدادی از موشک‌های ای‌جی‌ام-۷۸ استاندارد را به موشک سطح‌به سطح تبدیل کنند و آن‌ها را از پرتابگرهای زمینی که بر روی کامیون نصب می‌شد به سوی رادارهای سوری و مصری شلیک کنند.

## ریم-۱۶۱ استاندارد
ریم-۱۶۱ استاندارد معروف به استاندارد ۳ که برای دفاع از کشتی‌های جنگی در برابر موشک‌های بالستیک ساخته شده است. این موشک که با همکاری ریتیونز و آئروجت تولید شده با برد عملیاتی ۷۰۰ تا ۲۵۰۰ کیلومتر و توانایی پرواز در ارتفاع ۵۰۰ تا ۱۵۰۰ کیلومتری به عنوان بخشی از سامانه پدافند هوایی ایجس از شناورهای نیروی دریایی آمریکا حفاظت می‌کند. این موشک هزار و پانصد کیلوگرمی و شش و نیم متری با برد فوق‌العادهٔ خود حتی قدرت سرنگونی برخی ماهواره‌های فعال در مدارهای نزدیک به زمین را هم دارد.

## ریم-۱۷۴ استاندارد
ریم-۱۷۴ استاندارد آخرین عضو خانواده استاندارد که از سال ۲۰۱۳ وارد خط تولید شرکت ریتیونز شده است و مأموریت آن رهگیری هواپیماها، هلیکوپترها و پهپادهای مهاجم و همچنین موشک‌های کروز ضد کشتی از مسافت حداکثر ۲۴۰ کیلومتری است. این موشک از بدنه پروازی ریم-۶۷ استاندارد و جستجوگر راداری فعال مشابه موشک ایم-۱۲۰ آمرام بهره می‌برد تا بتواند اهداف فوق‌العاده چابک و دور از دسترس رادارهای کشتی را شکار کند.